# Dettifoss
Dettifoss – wodospad w północno-wschodniej Islandii i przez kombinację objętości przepływu, szerokość i wysokość, jeden z najbogatszych w energię wodospadów Europy.
Rzeka Jökulsá á Fjöllum (isl. "Rzeka Lodowcowa z Gór") wpada w północnej Islandii, około 30 kilometrów przed ujściem do Oceanu Arktycznego, do głębokiego na 100 metrów wąwozu Jökulsárgljúfur.
Przez próg wodospadu przelewa się średnio 193 m³ wody na sekundę – ta wartość zmienia się w zależności od pory roku.
Dettifoss leży kilometr poniżej wysokiego na 10 metrów wodospadu Selfoss. Przez szeroki na 100 metrów próg przelewa się 45 metrów w dół szaro-brązowa masa wody, która po 2 kilometrach wpada do wysokiego na 27 metrów wodospadu Hafragilsfoss.
Moc produkowana przez przepływającą przez Dettifoss wodę wynosi średnio 85 megawatów.
W 2011 roku wodospad służył za scenerię podczas kręcenia sceny otwierającej film Prometeusz w reżyserii Ridleya Scotta.

Dettifoss
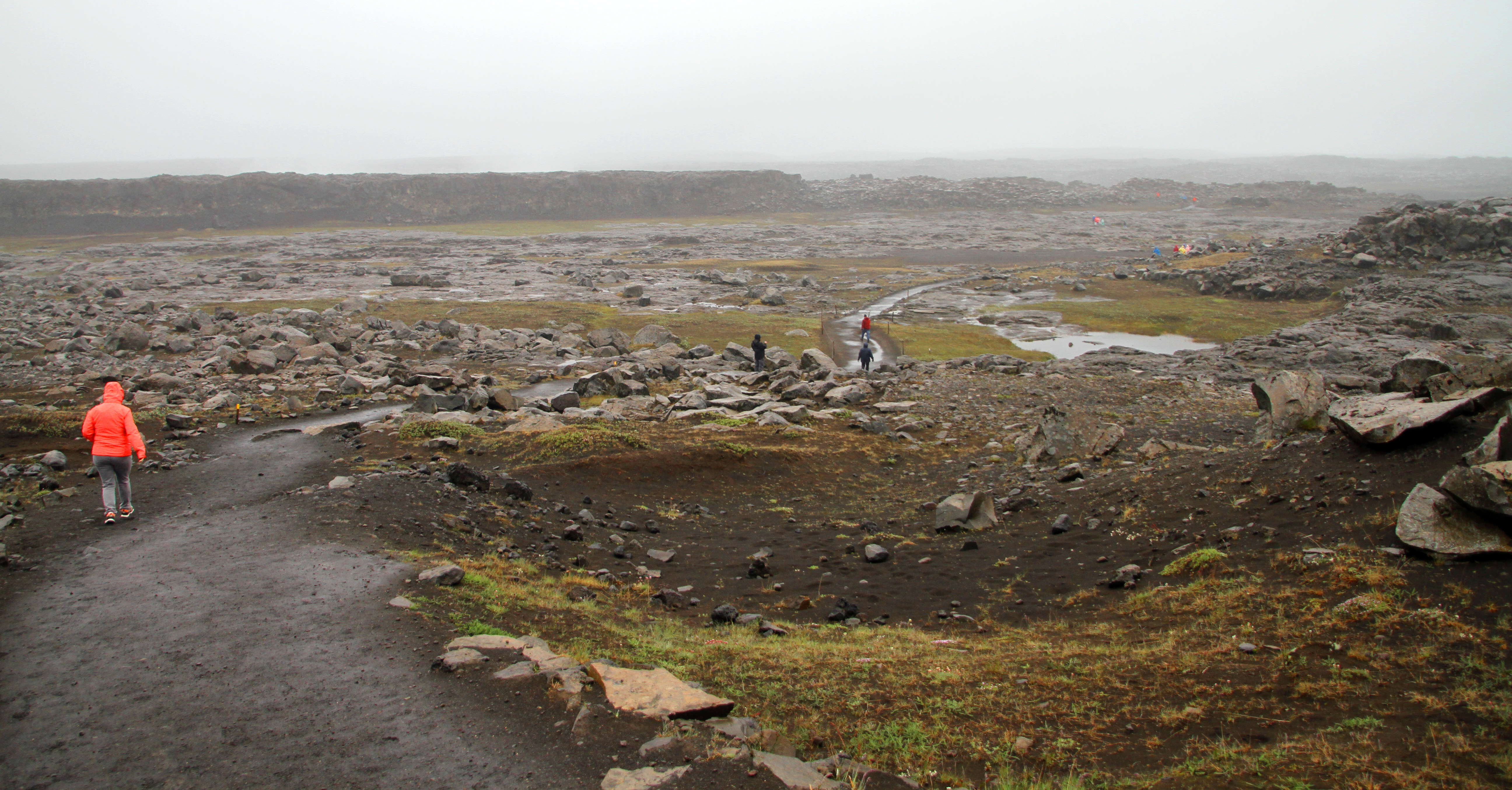
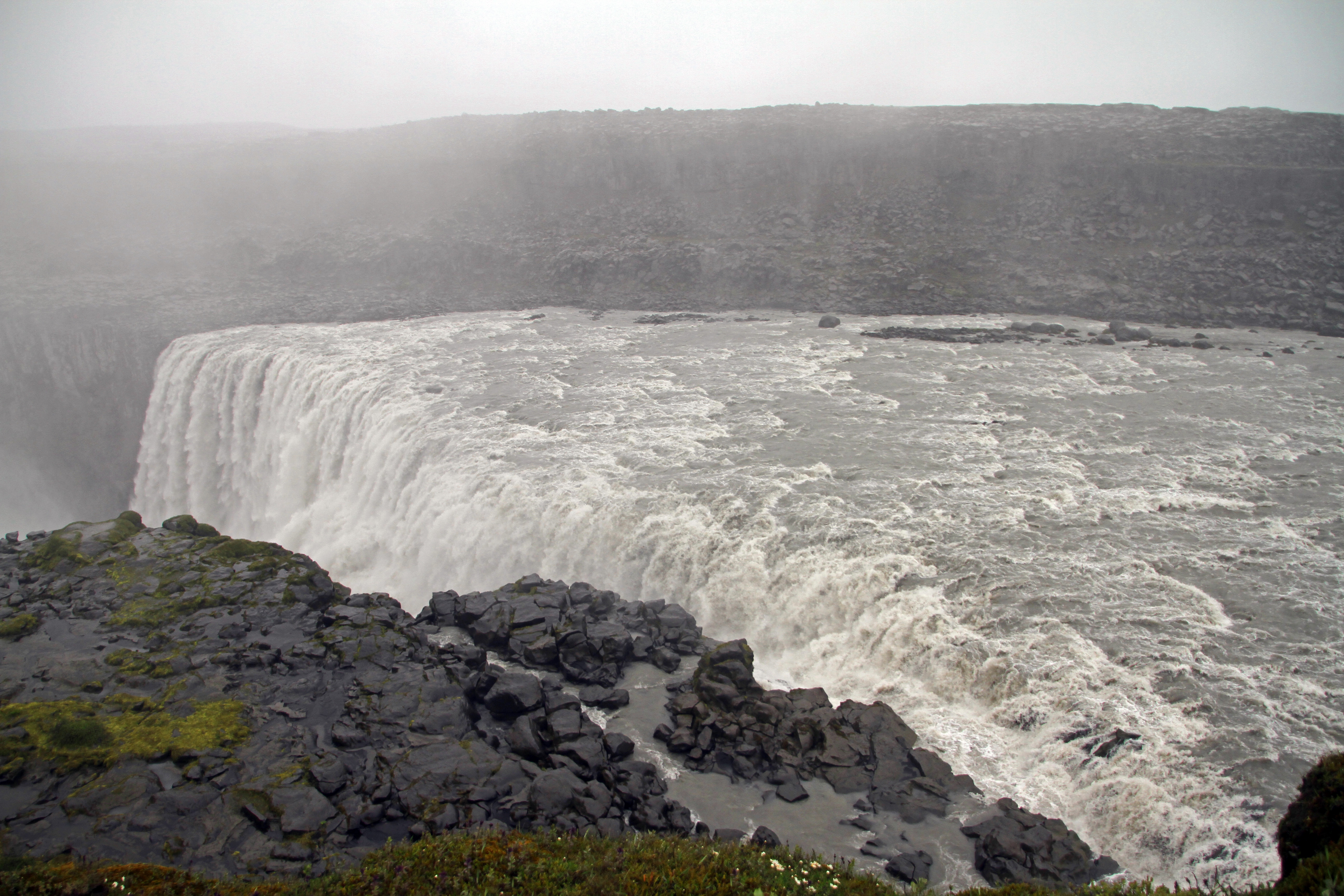
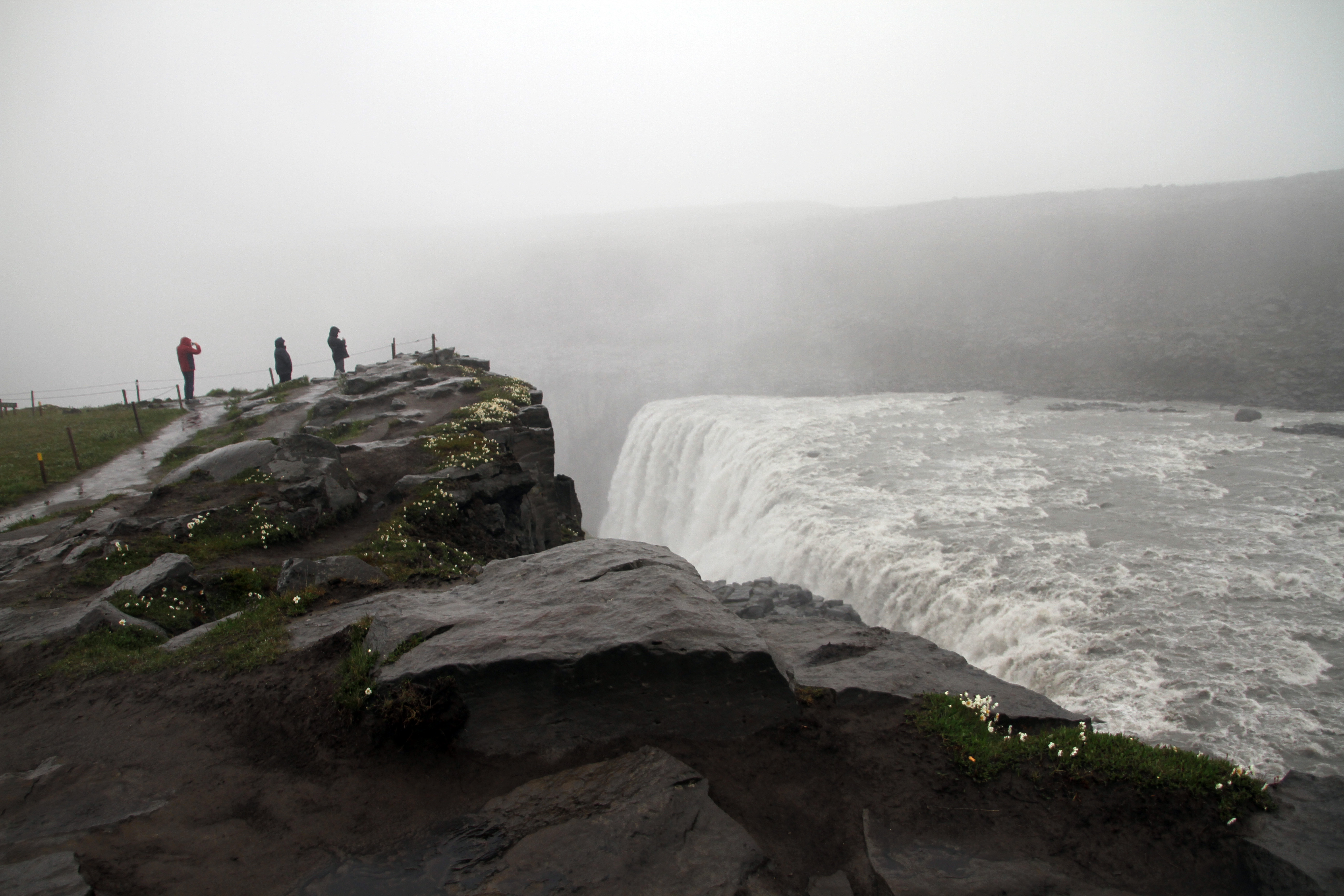
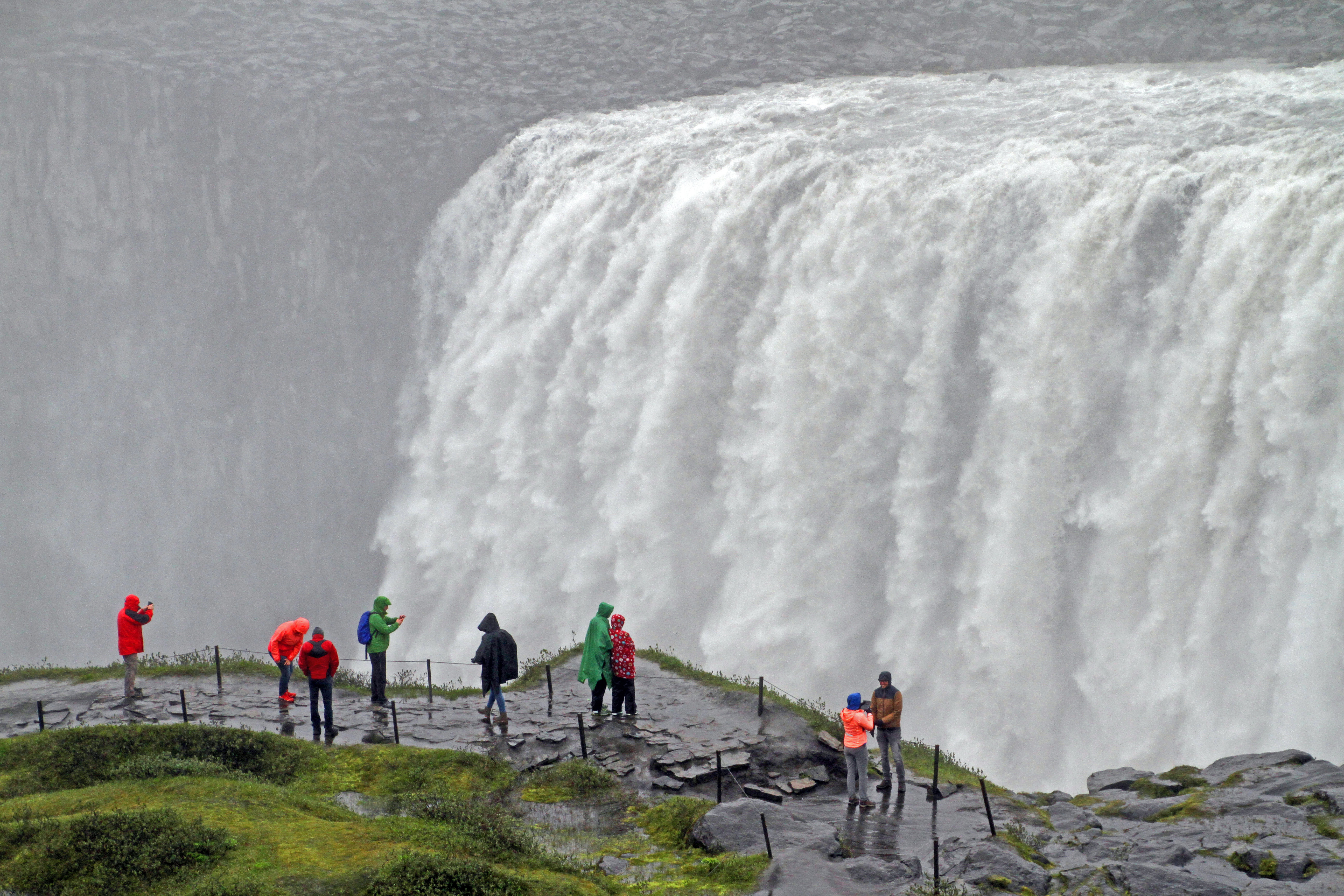
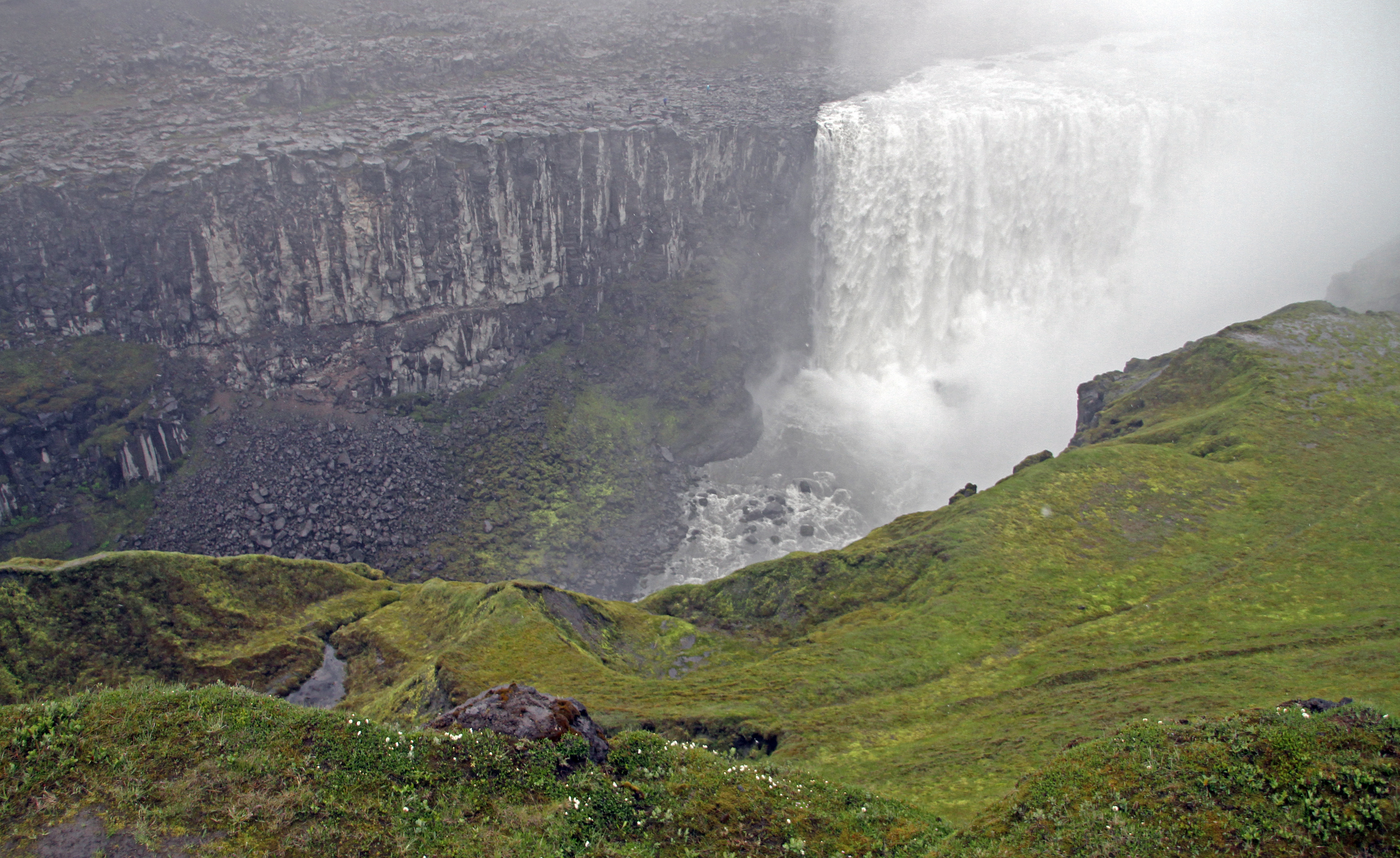